# William Peter Blatty
William Peter Blatty (New York, 1928. január 7. – Bethesda, Maryland, 2017. január 12.) Oscar- és kétszeres Golden Globe-díjas amerikai író, forgatókönyvíró, filmrendező, producer.

## Könyvei
Regények
- Which Way to Mecca, Jack? (1959)
- John Goldfarb, Please Come Home! (1963)
- I, Billy Shakespeare (1965)
- Twinkle, Twinkle, "Killer" Kane (1966)
- Az ördögűző (The Exorcist) (1971)
- A kilencedik alakzat (The Ninth Configuration) (1978)
- Legion (1983)
- Demons Five, Exorcists Nothing: A Fable (1996)
- Elsewhere (2009)
- Dimiter (2010)
- Crazy (2010)
- The Exorcist for the 21st Century (2016)

Önéletrajz
- I'll Tell Them I Remember You (1974)

## Filmográfia
| Év   | Magyar cím                       | Eredeti cím                        | Feladatkör | Feladatkör | Feladatkör | Megjegyzések                      |
| Év   | Magyar cím                       | Eredeti cím                        | Rendező    | Író        | Producer   | Megjegyzések                      |
| ---- | -------------------------------- | ---------------------------------- | ---------- | ---------- | ---------- | --------------------------------- |
| 1963 | Nyomoz a vőlegény                | The Man from the Diners' Club      | Nem        | Igen       | Nem        |                                   |
| 1964 | Felügyelő életveszélyben         | A Shot in the Dark                 | Nem        | Igen       | Nem        | rendező és társíró: Blake Edwards |
| 1965 |                                  | John Goldfarb, Please Come Home!   | Nem        | Igen       | Nem        |                                   |
| 1965 |                                  | Promise Her Anything               | Nem        | Igen       | Nem        |                                   |
| 1966 | Mit csináltál a háborúban, papa? | What Did You Do in the War, Daddy? | Nem        | Igen       | Nem        |                                   |
| 1967 |                                  | Gunn                               | Nem        | Igen       | Nem        | rendező és társíró: Blake Edwards |
| 1969 | A nagy bankrablás                | The Great Bank Robbery             | Nem        | Igen       | Nem        |                                   |
| 1970 | Darling Lili                     | Darling Lili                       | Nem        | Igen       | Nem        | rendező és társíró: Blake Edwards |
| 1973 | Az ördögűző                      | The Exorcist                       | Nem        | Igen       | Igen       |                                   |
| 1976 | A lángelme                       | Mastermind                         | Nem        | Igen       | Nem        | Terence Clyne néven               |
| 1980 | A kilencedik alakzat             | The Ninth Configuration            | Igen       | Igen       | Igen       |                                   |
| 1990 | Ördögűző 3.                      | The Exorcist III                   | Igen       | Igen       | Nem        |                                   |

## Magyarul megjelent művei
- Az ördögűző; ford. Hajdu Gábor; Zrínyi–Magyar Filmintézet, Bp., 1989

## Díjai
- Oscar-díj a legjobb adaptált forgatókönyvnek (Az ördögűző, 1973)
- Golden Globe-díj a legjobb filmdrámának (Az ördögűző, 1974)
- Golden Globe-díj a legjobb forgatókönyvnek (Az ördögűző, 1974)
- Golden Globe-díj a legjobb forgatókönyvnek (A kilencedik alakzat, 1981)